# Michael Cecil (8e marquis d'Exeter)
William Michael Anthony Cecil, 8e marquis d'Exeter (né le 1er septembre 1935), connu de 1981 à 1988 sous le nom de Lord Burghley, est un pair britannique. Il est le fils du 7e marquis d'Exeter.

## Biographie
Il fait ses études au Collège d'Eton. Lui et Nancy Rose Meeker se marient en 1967; ils divorcent en 1993. Ils ont deux enfants:
- Anthony John Cecil, Lord Burghley (né le 9 août 1970)
- Angela Kathleen Cecil (née le 19 mai 1975)

Lord Exeter est actif dans les Emissaries of Divine Light et prend sa direction internationale après la mort de son père en 1988. Il quitte l'organisation en 1996.
Il co-dirige maintenant l'Ashland Institute à Ashland, Oregon. Il prononce son premier discours à la Chambre des lords le 16 mai 1990.